# Красносулинское городское поселение
Красносули́нское городское поселение — муниципальное образование в Красносулинском районе Ростовской области.
Административный центр поселения — город Красный Сулин.

## Административное устройство
В состав Красносулинского городского поселения входит один населённый пункт город Красный Сулин (основная статья).

## Население
| 2002    | 2009    | 2010    | 2012    | 2013    | 2014    | 2015    |
| ------- | ------- | ------- | ------- | ------- | ------- | ------- |
| 46 996  | ↘42 403 | ↘40 866 | ↘40 358 | ↘39 859 | ↘39 497 | ↘39 212 |
| 2016    | 2017    | 2018    | 2019    | 2020    | 2021    |         |
| ↘38 948 | ↘38 567 | ↘38 284 | ↘37 787 | ↘37 627 | ↘35 697 |         |